# Hecalus furcatus
Hecalus furcatus är en insektsart som beskrevs av Morrison 1973. Hecalus furcatus ingår i släktet Hecalus och familjen dvärgstritar. Inga underarter finns listade i Catalogue of Life.